# الملائكة في اليهودية
في اليهودية، الملائكة ((بالعبرية: מַלְאָךְ‏) "مالاخ"، جمع: מַלְאָכִים "مالاخيم") هي كائنات خارقة يرد ذكرها في التناخ (الكتاب المقدس العبري)، في الأدب الحاخامي، الأبوكريفا [الإنجليزية] والكتب المنحولة، والطقوس اليهودية التقليدية كوسطاء لإله إسرائيل. ويُصنّفون في تسلسلات هرمية مختلفة. غالبًا ما يُربط جوهرهم بالنار. ويصف التلمود جوهرهم أنه من نار.

## التسمية
تُعد كلمة "مالاخ" العبرية هي الكلمة المستخدمة في الكتاب المقدس العبري للإشارة إلى "الرسول"، سواء كان بشريًا وإلهيًا؛ وهي ترتبط أيضًا بالكلمات التي تعني "ملاك" في العربية والآرامية والجعزية. حديثًا، يندر استخدامها في العبرية الحديثة للإشارة إلى الرسل البشريين، حيث يُشار إليهم عادةً بمصطلح (שליח، "شاليّاخ"). اشتقت الكلمة من الجذر السامي (ל-א-ך) الذي يعني تحديدًا "يُرسل مع مُرسَل"، الذي استُبدل مع الوقت بالجذر (ש-ל-ח).
في اللغة العبرية التوراتية، يقتصر استخدام هذا الجذر على هذه الكلمة، وكلمة מְלָאכָה "ملاخاه"، التي تعني "العمل" أو "الحرفة" أو "الحرفية". تشير التركيبة الصرفية لكلمة "ملاخ" إلى أنها صيغة مقطع من الجذر الدال على الأداة أو وسيلة أدائها. وبالتالي فإن مصطلح "ملاخ" يعني ببساطة "المُرسل"، وغالبًا ما يُترجم على أنه "رسول" عند تطبيقه على البشر؛ على سبيل المثال، تُعد كلمة ملاخ هي أصل اسم النبي ملاخي الذي يعني اسمه "رسولي". في العبرية الحديثة، تستخدم كلمة "ملاخ" عامةً للإشارة إلى "الملاك".

## في التناخ
ينص الكتاب المقدس العبري على أن الملائكة ظهرت لكل من الآباء [الإنجليزية] وموسى ويشوع، وعدد آخر من الشخصيات؛ فقد ظهروا لهاجر في تكوين 16: 9، ولوط في تكوين 19: 1، وإبراهيم في تكوين 22: 11، وكانوا يصعدون ويهبطون في سلم يعقوب في تكوين 28: 12 وظهروا ليعقوب مرة أخرى في تكوين 31: 11-13. ووعد الإله موسى بأنه سيرسل أمامه واحدًا منهم في خروج 33: 2، وأرسل واحدًا ليقف في طريق بلعام في عدد 22: 31. وتحدّث إشعياء عن "ملاك الوجود [الإنجليزية]" (מַלְאַךְ פָּנָיו) في إشعياء 63: 9. وفي سفر المزامير جاءت آية: «لأنه يوصي ملائكته بك لكي يحفظوك في كل طرقك».[مز 91: 11]

### ملاك الرب وأصل الملائكة
ظلت شخصية «ملاك الرب» (מלאך יהוה) غامضة ومحيرة على مدى أجيال من المفسرين والمترجمين. يتوافق تقريبًا كل ظهور لهذه الشخصية الرقم في الكتاب المقدس العبري بالبدء بتعريف الراوي بأنه ملاك الرب؛ ثم يتصرف الملاك تصرفات خارقة كما لو كان إلهًا، فمثلًا يعطي الوعد بالإخصاب تكوين 21: 18، وله القدرة على إبادة جيش بأكمله بضربة واحدة الملوك الثاني 19: 32-36، وهي صفات حصرية للآلهة؛ ثم يخاطبه المحاورون في المشهد بطريقة تقديسية لا تستخدم إلا مع إله، مما يدعو القارئ للتساؤل عما إذا كانت الشخصية ملاكًا أم إلهًا.

### الملائكة وتكفير الخطايا
هناك حالات في الكتاب المقدس تُظهر قدرة الملائكة على تكفير الخطايا؛ مع ذلك يتبادر السؤال ما إذا كان السرافيم هم من الملائكة؟. فمثلًا في سفر إشعياء، رأى إشعياء ملائكة تُمجّد الرب. كانت أصواتهم قوية لدرجة أنهم جعلوا أساسات العتبات تهز، وتملأ الهيكل بالدخان.[إشعياء 3: 4-6] شعر إشعياء بعدم أهليته لما رأى ودنسه، فحدّث نفسه قائلًا: «ويل لي! إني هلكت، لأني إنسان نجس الشفتين، وأنا ساكن بين شعب نجس الشفتين، لأن عيني قد رأتا الملك رب الجنود». عندئذ، طار أحد السرافيم إلى إشعياء، ومسّ فمّه بجمرة، وقال: «قد مست شفتيك، فانتزع إثمك، وكفر عن خطيتك».
وفي سفر زكريا، كان الكاهن الأعظم يهوشع واقفًا أمام الرب وملاك الرب، ولابسًا "ثيابًا قذرة". فأمر الملاك بنزع الثياب القذرة، وأعطاه "ثيابًا مزخرفة" وعمامة نظيفة ليلبسها، قال الملاك: «قد أذهبت عنك إثمك».[زكريا 3: 3-5] وهكذا، بدا خلع يهوشع ملابسه القذرة تكفيرًا لذنبه.

### الملائكة يُصلّون
في سفر زكريا، سمع زكريا بن برخيا من الرب أنه غاضب من أسلافه بسبب أفعالهم الشريرة، فتشفّع لهم ملاك الرب، وصلّى قائلًا: «يا رب الجنود، إلى متى أنت لا ترحم أورشليم ومدن يهوذا التي غضبت عليها هذه السبعين سنة؟»[زكريا 1: 12]

### الملائكة محاربون
في الكتاب المقدس، هناك بعض الإشارات إلى أن الملائكة يقومون بأدوار قتالية، ويحمون كل ما هو صالح. فمثلًا في سفر دانيال، تُشير آية دانيال 10: 13 إلى قتال ما بين أمير بلاد فارس والمتكلم الذي يُعتقد أنه جبرائيل؛ حيث يقول جبرائيل لدانيال أن ميخائيل أحد رؤساء الملائكة جاء لمعاونته في قتال أمير بلاد فارس، مما يُستدل منه على تدخُّل الملائكة كمحاربين لنصرة الخير. وفي دانيال 12: 1، يُشير جبرائيل إلى أن رئيس الملائكة ميخائيل هو الحامي لشعب بني إسرائيل، ووصفه بالرئيس العظيم.

### الملائكة مُدمّرون
في الملوك الثاني 19: 35، كلّف الإله ملاك بتدمير جيش آشوري بأكمله، فيقتلهم جميعًا في ليلة واحدة. في أخبار الأيام الأول 21: 15، كلّف الإله ملاك بعقاب بني إسرائيل لإحصاء داود لهم بغواية من الشيطان.

### الملائكة رُسُل
في العديد من مقاطع الكتاب المقدس العبري، يلعب الملائكة دور الرُسُل. تًصوّر المقاطع الملائكة في مظهر بشري، وهم عادةً رجال دون أجنحة وهم في عالم البشر، ويُفهم من سياق النص في المقاطع أن المتواجد ملاك مُرسل وليس بشرًا مُرسلًا. وبغض النظر عن ذلك، فإن الملائكة الرسل هم جزء مهم للغاية للحفاظ على الرباط بين الإله والبشر، وتقويته؛ وبنفس الوقت إبقاء المسافة الضرورية بين الإله والبشر. تُعد المعرفة التي ينقلها الملائكة دومًا "معرفة إلهية" تُنقل إلى البشر بإذن من الإله فقط ولأسباب ضرورية. وعندما ينقل الملاك المعرفة من الإله، تُحيّد هويته، ويتحدث مباشرة بإسم الإله. من أمثلة ذلك، قصة الثلاث رجال الغامضون الذين قابلوا إبراهيم، وهم في طريقهم لتدمير سدوم في تكوين 8: 2-22، وقصة الملاك الذي بشّر أم شمشون بطبيعة الطفل الذي تحمله في القضاة 13: 3-5.

### الملائكة مُعلّمون
لعبت الملائكة في الأدب اليهودي الرؤيوي دورًا تعليميًا كبيرًا كما في أسفار دانيال وزكريا وعزرا الرابع التي تتميز بنبوءات غامضة ومروعة يعيشها البشر، ويحتاجون إلى التوجيه السماوي لفهم ما يشاهدونه لكونها لا تُفهم مباشرةً بصورة كاملة؛ حيث يُقدّم الملاك تفسيرًا أو تعليقًا حول النبوءة بما يسمح للنبي بفهما بشكل أفضل، وبالتالي ينشر المعلومات التي تحتويها نبوءته الأخروية.
مثل هذه المعرفة الأخروية كانت ذات آثار سماوية وأرضية، واكتسبت قدرًا كبيرًا من الأهمية عند شعب بني إسرائيل المضطهد في ذلك الوقت، الذين كانوا بحاجة إلى تفسيرات حول سبب رغبة الإله بأن يمرّوا عبر الكثير من الصعوبات؛ لذا كانت تلك المعرفة "مفيدة". بسبب السمات الغريبة للنبوءات الواردة في مثل هذه الأدبيات الرؤيوية، لعبت الملائكة المفسّرون أدوار تعليمية وليس فقط دورهم كرُسُل؛ فلم يقتصروا فقط على نقل المعلومات، بل توجّب عليهم شرحها.
في سفر عزرا الرابع، الملاك المفسر أو المعلم هو أورئيل [الإنجليزية]. عندما أعرب عزرا عن ضيقه بشأن القضايا التي شغلت اليهود في عصره مثل لماذا يسمح الإله لشعبه المختار بالمعاناة تحت وطأة اضطهاد الأمم؛ أرسل الإله أورئيل من السماء ليساعده بتقليل جهله بالأسباب. في أحد المقاطع، يتجادل عزرا مع أورئيل حول مسائل العدالة بطريقة لم يكن ليستطيع أن يجادل بها الإله؛ ومع ذلك، جادل الملاك بسلسلة من الألغاز التي تظهر في النهاية لعزرا خطأ تفكيره. والأهم من ذلك، أن لم ينقل أورئيل المعرفة ببساطة؛ وإنما انخرط مع عزرا في حوار كحوار المعلم والتلميذ، حيث أرشد أورئيل عزرا إلى سبل المعرفة.
في سفر دانيال، يتولى الملائكة أيضًا أدوار المترجمين والمعلمين، لا سيما في قدرتهم على شرح الرؤى المتعلقة بالآخرة، ومساعدة الأنبياء البشر في استنباط المعرفة منها. فمثلًا، كان رئيس الملائكة جبرائيل هو المُرسل من الإله لشرح نبوءات سفر دانيال المُحيّرة، وليساعد دانيال في تخفيف بعض آثار محنته (دانيال 8: 16-17). كذلك في سفر زكريا، كان التفسير الملائكي وتعاليمهم ضروريين لكشف الرؤى الغريبة التي شاهدها النبي، حيث يسير الملاك معه خلال الرؤى، ويشرح له ويعلمه حتى يفهم زكريا بشكل صحيح ما يقصده الإله.

## في أسفار الأبوكريفا

### سفر اليوبيلات
في قصة جبل سيناء، لم يذكر سفر الخروج الملائكة على الإطلاق، بينما ذكرهم سفر اليوبيلات. كان وجود الملاك في القصة بمثابة "رسالة". ففي الأصحاحين 19-20 من سفر الخروج، تحدّث الإله إلى موسى مباشرة، وطلب منه أن يكتب الوصايا العشر وأن يعبده؛ ولكن في الآيات 1: 26 و2: 1 من سفر اليوبيلات، تحدّث الإله مع الملاك الذي نقل الرسالة إلى موسى، ليرسل بذلك رسالة مختلفة تمامًا لقارئي السفر حول دور الإله ومقاصده، كما يشير إلى العلاقة الخاصة التي يتمتع بها ملاك الوجود مع الإله. يُعتقد أن الهدف من وجود الملاك في القصة هو تنزيه الإله عن الأحداث اليومية للعالم.

### مخطوطات البحر الميت وسفر أخنوخ
استفاض أدب عصر الهيكل الثاني مثل مخطوطات البحر الميت والأسفار المنحولة خاصة سفر أخنوخ، في الحديث عن الملائكة المنفيين مثل عزازيل وشميحازع [الإنجليزية]، وهي الأسفار التي رفضتها العقيدة الحاخامية لاحقًا.

### الملائكة والشفاء

#### الشفاء من الأرواح الشيطانية
في سفر اليوبيلات، أمر الإله الملائكة أن يعلموا نوح كيفية علاج الأمراض الجسدية، فعلّموه كيفية شفاءها باستخدام أعشاب الأرض. كتب نوح تلك التعاليم في كتاب أعطاه لابنه الأكبر حتى يتعلم هو أيضًا ممارسة الطب. كان ذلك التعليم يهدف لمجابهة ماستيما [الإنجليزية] الذي مُنح أرواحًا شريرة لاختبار الإنسان، ومحاولة إبعاده عن طريق البر، ودفعه إلى الانحراف؛ لذا كان نوح بحاجة إلى شكل ما من أشكال الحماية. ساعد ماستيما السحرة المصريين ليُقلّدوا الأفعال التي كان يفعلها موسى، إلا أن الملائكة لم تمنحهم قوة الشفاء مما تسبب في مشكلة لفرعون. يوضح ذلك قدرة الملائكة على نقل معرفة التداوي ومنح قوة الشفاء، لكنهم لا يُعلّمونها لأحد إلا للمساعدة في محاربة قوى الشر. في سفر طوبيا، أرسل الإله رافائيل الذي يُعتقد أنه ملاك الشفاء، لمساعدة سارة بنت رعوئيل ضد الشيطان أزموداوس الذي يقتل جميع أزواجها.[طوبيا 3: 25] طبّق طوبيا تعليمات رافائيل،[طوبيا 6: 6-22] حتى تمكن رافائيل من الإمساك بالشيطان.[طوبيا 8: 3]

#### شفاء الأمراض
في سفر أخنوخ الأول، اتخذ الملائكة المراقبون زوجات لهم من نساء الأرض وعلموهن الطب والتعاويذ، واستخدام الجذور والنباتات؛ فعاقبهم الإله على ذلك. في سفر طوبيا، أرسل الإله رافائيل حتى يتمكن من شفاء بصر طوبيا، حيث أرشد رافائيل طوبيا إلى كيفية استخدام مرارة الحوت لعلاج بصر طوبيا.[طوبيا 11:15]

#### تكفير الخطايا
في سفر أخنوخ الأول، يأمر الإله جبرائيل بالتخلص من أبناء العلاقة الآثمة المعروفون أيضًا باسم "الجبابرة"، الذين أنجبهم الملائكة المراقبون من نساء الأرض. أمر الإله ميخائيل بأن يخبر الملائكة المراقبين أنهم وجميع أبنائهم سيموتون بسبب الخطايا التي ارتكبوها، كما أمره بمعاقبتهم بربطهم تحت الصخور. ثم طهّر الملاكان جبرائيل وميخائيل الأرض من الأدناس التي سببتها الجبابرة.

### الملائكة محاربون
وصفت مخطوطة الحرب المعركة بين أبناء النور الذين يقاتلون إلى جانب الملائكة، وأبناء الظلام الذين يقاتلون إلى جانب الشيطان بليعال، أي معركة بين الخير والشر يُقاتل فيها الملائكة من أجل الخير ضد بليعال الذي يُقاتل من أجل الشر. في المعركة، يفوز كل جانب بثلاث مراحل. عند تلك النقطة، يتدخل الإله ويدمّر الشر، فينتصر الخير على الشر. صنّفت مخطوطة قانون المجتمع إحدى مخطوطات البحر الميت الناس إلى نوعين، أولئك الذين "ولدوا من الحقيقة" و"انبثقوا من جبل من نور" ويحكمهم أمير النور، وأولئك الذين "ولدوا من الظلم" و"انبثقوا من مصدر مظلم" ويحكمهم ملاك الظلام. يسعى ملاك الظلام لإبعاد أبناء النور عن الخير، لكن الإله وملاك الحقيقة يحميان أبناء النور ويساعدانهما.

### الملائكة يُعلّمون
نظرًا لكثرة ما لدى الملائكة من المعرفة، فقد لعبوا كثيرًا دور المعلمين الذين ينقلون هذه المعرفة إلى البشر. فمثلًا في سفر طوبيا، أرسل الإله الملاك رافائيل ليُعلّم طوبيا ممارسات طبية مختلفة، وأشياء ساعد بها طوبيا وسارة، بذلك استخدم رافائيل المعرفة الصالحة التي يمتلكها ليرشد طوبيا إلى ما يجب فعله. وفي الأصحاح العاشر من سفر اليوبيلات، علّم الملائكة نوحًا كيفية استخدام الأعشاب وبعض الممارسات الطبية المختلفة لمساعدة أحفاده.

### الملائكة والمعرفة

#### الملائكة والمعرفة النافعة
في العديد من مقاطع الكتاب المقدس والنصوص الدينية الأخرى، يمكن رؤية أمثلة على امتلاك الملائكة للمعرفة النافعة. عادةً يكتسب الملائكة هذه المعرفة النافعة من الإله في السماء، ثم ينقلونها لمساعدة البشر، وبهذه الطريقة يتعلّق البشر بالإله، كما في سفر طوبيا حين أصيب طوبيا بالعمى، فأرسل الإله ملاك الشفاء رافائيل، بالمعرفة النافعة ليساعد طوبيا. وكذلك في سفر اليوبيلات حين علّم الملائكة نوح كيفية استخدام الأعشاب لمساعدة أحفاده.

#### الملائكة والمعرفة الضارة
تُظهر بعض نصوص الأبوكريفا مشاركة بعض الملائكة للمعرفة الضارة مع البشر، كما في الأصحاحات 6-16 من سفر أخنوخ الأول حين علّموا البشر العديد من الممارسات الطبية المختلفة دون إذن من الإله، لذا عاقبهم الإله على ذلك.

### ملائكة بصفات شيطانية
خلال فترة الهيكل الثاني، بدأ الخطوط الفاصلة بين ما هو شيطاني وما هو إلهي تختلط، حيث أظهرت بعض النصوص تصّرف بعض الملائكة تصرفات شيطانية لإغواء البشر.

#### مراقبو الخطايا
يظهر الملائكة المراقبون [الإنجليزية] بكثافة في سفر أخنوخ الأول، لكن تبدو أعمالهم أكثر شيطانية. كانت أولى أعمالهم الشريرة مخالفتهم أمر الإله واتخاذهم زوجات من البشر. ذكر السفر أن عزازيل علّم البشر معلومات عن الأسلحة والحرب والتزيُّن والمجوهرات والكيمياء، فأفسد هو والملائكة المراقبين الخطاة الآخرين الأرض بأكملها. بحسب سفر أخنوخ الأول، يُعد الملائكة المراقبون أصل الخطايا والشر على الأرض.

#### العدائيون
تظهر في نصوص من فترة الهيكل الثاني ثلاث شخصيات عدائية رئيسية: ماستيما وبليعال وشيطان. تتفق الشخصيات الثلاثة معًا من الناحية الوظيفية في أنها تختبر جميعها إيمان البشر. يظهر شيطان غالبًا في الكتاب المقدس، بينما يظهر بليعال وماستيما في الغالب في مخطوطات البحر الميت والأسفار المنحولة. جميع الشخصيات الثلاثة هي كائنات ميتافيزيقية قوية جدًا تعرض الشر وتأمر به أحيانًا.
ماستيما
تعني كلمة "ماستيما" في العبرية: "العداء"، وهي مشتقة من من نفس الجذر اللغوي لكلمة "شيطان". هناك إشارات إلى أمير العداء أو ملاك العداء في جميع مخطوطات البحر الميت والأسفار المنحولة، وهو شخصية تخضع لسيطرة الإله الذي يسيطر على قوى الشر والشياطين. في سفر اليوبيلات، سيطر ماستيما على عُشر أرواح أبناء الملائكة المراقبين "الجبابرة"، ودفعهم ليعرضون الشر العظيم على بني البشر. نسب سفر اليوبيلات بعض الأعمال غير العادلة أو غير الصالحة المنسوبة إلى الإله في الكتاب المقدس إلى ماستيما.
بليعال
كلمة "بليعال" في العبرية تعني "ما لا قيمة له" أو "الخبيث". مثل كلمة "ماستيما"، فهي اسم يصف صفة مجردة، استخدمت كلمة "بليعال" عدة مرات في مخطوطات البحر الميت كاسم لزعيم قوى الشر. لدى بليعال جيش يضم بشر وكائنات سماوية أخرى (ملائكة). في مخطوطة الحرب، استُخدمت أسماء بليعال وملاك الظلام وملاك العداء بالتبادل، حيث ذكرت أن بليعال أفسد البشر بشباكه الثلاث: الثروة، والزنا، وتدنيس المُحرّمات. وعلى غرار ماستيما، يأمر بليعال قوى الشر، ويُغري البشر أيضًا بانتهاك وصايا الإله؛ وهو أيضًا خاضع لسيطرة الإله مثل ماستيما.
شيطان
تعني كلمة "شيطان" في العبرية: "الخصم". في الأصل العبري من عدد 22، استخدمت كلمة "شيطان" للإشارة إلى ملاك الرب الذي أرسله الإله ليمنع إنسان من فعل عمل سيئ. كانت شخصية "شيطان" في فترة الهيكل الثاني هي العدو للبشر الذي يعمل ضمن البلاط السماوي، ومهمته العثور على الأشخاص غير المخلصين للإله وغير المتبعين لوصاياه وكشفهم. كلما ظنّ أن شخصًا ما ليس مخلصًا للإله، طلب الإذن من الإله ليختبره، كما في أيوب 1: 8-12. يتشارك شيطان مع بليعال وماستيما في وظيفة كشف خطايا الرجال أمام الإله حتى يمكن معاقبتهم، ولكنه يختلف عنهما في قيامه بعمله بمفرده، ولا سلطان له على قوى الشر.

#### ملائكة مُدمّرون
رغم الجانب الخيري للملائكة عادةً، يستخدمهم الإله أحيانًا لإلحاق الدمار بالبشر. يُطلق على هؤلاء الملائكة في الأصل العبري من النصوص "مالاخي هبّالاه" الذي يعني حرفيًا "الوكيل المدمر". في الأصل، كانت هذه العبارة تشير فعليًا إلى شياطين، لكن تغير ذلك في الفترة الجاؤونية عندما بدأوا في ترجمة مالاخي تلقائيًا إلى "ملاك".
ملائكة الدمار
استخدمت عبارة "ملائكة الدمار" في مخطوطات البحر الميت لوصف الملائكة التابعين مباشرة لأمر بليعال. في مخطوطة الحرب، ذُكر هؤلاء الملائكة على أنهم يقاتلون جنبًا إلى جنب مع الأرواح الشريرة والبشر الذين يشكلون أبناء الظلام من جيش بليعال.
ملائكة ضد البشر
في سفر أيوب، نصح الشيطان الإله بأن يمتحن إيمان أيوب، مشيرًا إلى أن المعاناة ستجعل أيوب يفقد إيمانه بالإله.[أيوب 1: 6-12] فأرسل الإله الشيطان لإذلال أيوب من خلال تدمير عائلته وممتلكاته وصحته.[أيوب 1: 13-22، و2: 1-10] وفي مقطع من سفر اليوبيلات، سعى ملائكة يأتمرون بأمر ماستيما بجِدّ لإماتة ابن إبراهيم في مسعى خبيث قاموا به دون إذن من الإله على عكس حالة الشيطان مع أيوب.

## في الأدب الحاخامي
ذكر التلمود أربعة ملائكة سيعرفون فيما بعد باسم رؤساء الملائكة، قائلًا بأنهم يحيطون بعرش الإله.

## في القبالة
تصف القابالاه الملائكة باستفاضة. يُوصَف الملائكة في أدب القابالاه كقوى تنقل المعلومات والمشاعر بين البشر وإله إسرائيل، وهم كائنات روحية غير مادّية تساعد الإله في خلقه، ولا يُعبدون أو يُصلّى لهم أو يُلتجأ إليهم؛ وقد خلقهم الإله لأغراض معينة يتحكم بهم فيها.

## في الطقوس اليهودية
عند العودة إلى المنزل من العمل ليلة الجمعة، عشية يوم السبت، أو على مائدة العشاء قبل عشاء ليلة الجمعة، من المعتاد في اليهودية الأرثوذكسية وعند اليهود المحافظين استحضار السبت بترنيمة تقليدية تذكر الملائكة:
قبل النوم، يقرأ العديد من اليهود صلاة تقليدية تذكر رؤساء الملائكة الأربع، "عن يميني ميخائيل وعن يساري جبرائيل، من أمامي أورئيل ومن خلفي رافائيل، وفوق رأسي حضرة الإله".
في العيد اليهودي سمخات توراه، عادةً يُدعى جميع الأولاد (في بعض المعابد، جميع الأطفال) لقراءة التوراة ولتلاوة الجماعة بأكملها آية مباركة يعقوب لأفرايم ومنسّى:

## التسلسل الهرمي للملائكة
رتّب كل من موسى بن ميمون في كتابه مشناه التوراة، وكتاب الزوهار، وكتاب "ماسخيت أزيلوت"، وإبراهيم بن إسحاق الغرناطي [الإنجليزية] في كتابه "بريت مينوخاه" وإلياهو دي فيداس [الإنجليزية] في كتابه "ريشيت خوخماه"، الملائكة في عشرة رتب في تسلسل هرمي تنازلي:
| الرتبة | مشناه توراه                 | زوهار          | ماسخيت أزيلوت | بريت مينوخاه | ريشيت خوخماه   |
| 1      | خيوت ها قدوشيم [الإنجليزية] | مالاخيم        | سيرافيم       | إيريليم      | خيوت ها قدوشيم |
| 2      | أوفانيم [الإنجليزية]        | إيريليم        | أوفانيم       | إشيم         | أوفانيم        |
| 3      | إريليم [الإنجليزية]         | سيرافيم        | كروبيم        | بني إلوهيم   | سيرافيم        |
| 4      | هاشماليم [الإنجليزية]       | خيوت ها قدوشيم | شينانيم       | مالاخيم      | كروبيم         |
| 5      | سيرافيم                     | أوفانيم        | ترشيشيم       | هاشماليم     | إيرليم         |
| 6      | مالاخيم                     | هاشماليم       | إشيم          | ترشيشيم      | ترشيشيم        |
| 7      | إلوهيم                      | إيليم          | هاشماليم      | شينانيم      | هاشماليم       |
| 8      | بني إلوهيم                  | إلوهيم         | مالاخيم       | كروبيم       | إيليم          |
| 9      | كروبيم                      | بني إلوهيم     | بني إلوهيم    | أوفانيم      | مالاخيم        |
| 10     | إشيم [الإنجليزية]           | إشيم           | إيرليم        | سيرافيم      | إشيم           |

## وصلات خارجية
- الموسوعة اليهودية، "Angelology"
- نظرة فاحصة على اليهودية: الملائكة والشياطين (يوتيوب)
- Eononim veTachtonim  . قاعدة بيانات على الإنترنت من الملائكة والشياطين والأشباح في الأدب الحاخامي المبكر.
- Israel Regardie, The Golden Dawn, Llewellyn Publications, 1992, (ردمك 0875426638)